# كاردامينا
كاردامينا (Καρδάμαινα) هي قرية في جزيرة كوس في دوديكانيسيا في مقاطعة جنوب إيجة في اليونان.
يبلغ عدد سكانها حوالي 1910 نسمة.